# 猫屋敷ねこ丸
猫屋敷 ねこ丸（ねこやしき ねこまる）は、日本の女性漫画家、原画家。

## 来歴
『漫画ばんがいち』（コアマガジン）でデビュー。男女とも丸顔で可愛らしい瞳の特徴のあるキャラクターを描く。かわいくエロく描くことを目指しているという。
コアマガジンの単行本を出すまでに、引っ越しを何度か繰り返している。猫を飼っている。

## 作品リスト

### 単行本
- 『れでぃ×ばと!』 2009年、原作：上月司、アスキー・メディアワークス〈電撃コミックス〉、既刊1巻
- 『しゅがー♡すぽっと』 2012年3月10日発売[3]、コアマガジン〈ホットミルクコミックス371〉、ISBN 978-4-86436-253-5

### 読み切り・連載
- 胸さわぎ （漫画ばんがいち 2006年11月号）
- 姉以上妹未満 （漫画ばんがいち 2007年1月号）
- こころの温度 （漫画ばんがいち 2007年3月号）
- お嬢様にご用心 （漫画ばんがいち 2007年6月号）
- 診察しましょ♥ （漫画ばんがいち 2007年7月号）
- すごいよ! 委員長さん （漫画ばんがいち 2008年1月号）
- 困ったときの巫女頼み （漫画ばんがいち 2008年4月号）
- アイドルマスター （月刊電撃「マ）王 2008年4月号 Vol.29）
- れでぃ×ばと! （電撃萌王 2008年6月号、10月号から連載中）
- ゲーム4コ「マ）王アイドルマスター ライブフォーユー! （月刊電撃「マ）王 2008年6月号 - 2008年7月号）
- つぐみちゃん （月刊コミック電撃大王 2008年8月号）
- おとこのこ×おんなのこ （漫画ばんがいち 2009年1月号）
- こみこい COMIC★LOVERS （漫画ばんがいち 2010年11月号）
- トキメキトキス （漫画ばんがいち 2011年4月号）
- ふたごと一緒? （漫画ばんがいち 2012年1月号）
- sugartime （漫画ばんがいち 2011年10月号）